# Cardamine corymbosa
Cardamine corymbosa — вид рослин з родини капустяних (Brassicaceae), поширений в Австралії й Новій Зеландії. Етимологія: дав.-гр. κορυμβοϛ — «щиток (суцвіття)».

## Опис
Багаторічна трав'яниста рослина. Стебла висхідні або лежачі, голі, пурпурові або зелені, (2)5–10(20) см заввишки. Листки не відмирають після плодоношення, у компактних розетках, часто в кільцях на старих стеблах, голі або волосисті на верхній поверхні, зелені, тонкі або рідко майже м'ясисті. Базальні листки перисті або цілі; черешок довгий. Стеблових листків кілька або нема, схожі на базальні, зазвичай менші й цілі. Суцвіття — щиток чи кільце, іноді роздвоєні; квітконос голий, (0)2–15 см завдовжки, часто створюється вигляд багатьох одиночних квітконосів. Чашолистки голі або волосисті, пурпурові або зелені, 1–1.8 × 0.4–1 мм. Пелюстки білі, висхідні або розлогі, лопатоподібні (вузькі у субантарктичних рослинах), (2)3–4.5(6) × (1)1.5(3) мм. Тичинок 4 або 6. Стручок коричневий або пурпуруватий, 10–20(30) × 0.5–1(2) мм. Насіння довгасте, від жовтого до блідо-коричневого, довжиною 1(1.5) мм 2n = 48.
Цвітіння: (вересень) жовтень — грудень (березень); плодоношення: (вересень) листопад — березень (квітень).

## Поширення
Поширений у Новій Зеландії у тому числі на субантарктичних островах, а також на островах Маккуорі й Тасманія (Австралія); інтродукований до Великої Британії та Ірландії.
Зростає від низин до гір, населяє, часто, родючі ґрунти, наприклад, річкові долини та вапняки.

## Загрози й охорона
Вид має новозеландський природоохоронний статус NT.